# China Cola
China Cola ou Future Cola, (chinois simplifié : 非常可乐 ; pinyin : Feichang Cola), est un cola alternatif introduit en 1998 et produit par Wahaha, Chine.

## Part de marché
En 2007, Future Cola détient une part de marché de 15 %, faisant de lui le 3e plus grand fabricant de boissons non alcoolisées en Chine (derrière Coca-Cola et Pepsi-Cola).
Depuis 2001, ce cola est également vendu aux États-Unis où, malgré des critiques favorables, sa part de marché reste faible. Une version à l'arôme de cerise est également vendue.[réf. souhaitée]

## Slogan
Il a été lancé sur le marché comme une « manière saine de rafraîchir les jeunes Chinois et de les remettre d'aplomb ».[réf. souhaitée]

## Composition
Eau carbonique, sucre de canne, racine de pivoine du Sichuan, vanille de Malaisie, citron, acide orange, noix de muscade, clous de girofle, réglisse, cardamome, couleur caramel, acide citrique et phosphorique.